# Teor
Teor – miejscowość i gmina we Włoszech, w regionie Friuli-Wenecja Julijska, w prowincji Udine.
Według danych na rok 2004 gminę zamieszkiwało 1996 osób, 124,8 os./km².
1 stycznia 2014 gmina została zlikwidowana.